# Egyptens herrlandslag i handboll
Egyptens herrlandslag i handboll representerar Egypten i handboll på herrsidan.
De skrev historia i OS 2020, då de blev det första afrikanska laget att spela semifinal i handbolls-OS.

## African Nations Championship
- 1991 - Vinst
- 1992 - Vinst
- 1994 - 3
- 1996 - 3
- 1998 - 3
- 2000 - Vinst
- 2002 - 3
- 2004 - Vinst
- 2006 - 2
- 2008 - Vinst
- 2010 - 2
- 2012 - 3
- 2014 - 3
- 2016 - Vinst
- 2018 - 2
- 2020 - Vinst
- 2022 - Vinst
- 2024 - Vinst

## Världsmästerskapen
- 1993 - 12
- 1995 - 6
- 1997 - 6
- 1999 - 7
- 2001 - 4
- 2003 - 5
- 2005 - 14
- 2007 - 17
- 2009 - 14
- 2011 - 14
- 2013 - 16
- 2015 - 14
- 2017 - 13
- 2019 - 8
- 2021 - 7
- 2023 - 7

## Olympiska spel
- 1992 i Barcelona - 11
- 1996 i Atlanta - 6
- 2000 i Sydney - 7
- 2004 i Aten - 12
- 2008 i Peking - 10
- 2016 i Rio de Janeiro - 9
- 2020 i Tokyo - 4